# 玉里村 (茨城県)
玉里村（たまりむら）は、茨城県新治郡にあった村である。蓮根の栽培が有名である。隣接する小川町、美野里町との合併により2006年3月27日に小美玉市（おみたまし）となった。これにより新治郡は消滅した。

## 地理
- 霞ヶ浦が目の前に広がっており、筑波山も見える。
- 現在の小美玉市の南部に位置する。
- 北部および西部を石岡市が覆いかぶさるように隣接していた。

### 隣接していた自治体
- 石岡市
- 東茨城郡小川町

## 歴史

### 年表
- 1955年（昭和30年）3月31日 - 田余村と玉川村が合併して発足。
  - たまりという名は、同地を訪れたヤマトタケルが「水のたまれるところ」と言ったことに由来しているとされる。
- 1975年（昭和50年）4月1日 - 国道355号（佐原市 – 石岡市）が制定。
- 2006年（平成18年）3月27日 - 東茨城郡小川町、美野里町と合併して小美玉市が発足。同日玉里村廃止。

### 行政区域変遷

#### 変遷の年表
| 年                 | 月日    | 旧玉里村村域に関連する行政区域変遷                                                                                         |
| ------------------ | ------- | --- |
| 1889年（明治22年） | 4月1日  | 町村制施行に伴い、以下の村がそれぞれ成立。 - 田余村 ← 上玉里村・高崎村・田木谷村・栗又四箇村 - 玉川村 ← 下玉里村・川中子村 |
| 1955年（昭和30年） | 3月31日 | 田余村と玉川村が合併して玉里村が発足。                                                                                     |
| 2006年（平成18年） | 3月27日 | 玉里村は小川町・美野里町とともに合併して小美玉市が成立。玉里村は消滅。                                                     |

#### 変遷表
| 1868年 以前 | 1868年 以前 | 明治22年 4月1日 | 明治22年 - 昭和19年 | 昭和20年 - 昭和64年    | 平成元年 - 現在          | 現在     |
| ----------- | ----------- | --------------- | ------------------- | ---------------------- | ------------------------ | -------- |
|             | 上玉里村    | 田余村          | 田余村              | 昭和30年3月31日 玉里村 | 平成18年2月20日 小美玉市 | 小美玉市 |
|             | 高崎村      | 田余村          | 田余村              | 昭和30年3月31日 玉里村 | 平成18年2月20日 小美玉市 | 小美玉市 |
|             | 田木谷村    | 田余村          | 田余村              | 昭和30年3月31日 玉里村 | 平成18年2月20日 小美玉市 | 小美玉市 |
|             | 栗又四箇村  | 田余村          | 田余村              | 昭和30年3月31日 玉里村 | 平成18年2月20日 小美玉市 | 小美玉市 |
|             | 下玉里村    | 玉川村          | 玉川村              | 昭和30年3月31日 玉里村 | 平成18年2月20日 小美玉市 | 小美玉市 |
|             | 川中子村    | 玉川村          | 玉川村              | 昭和30年3月31日 玉里村 | 平成18年2月20日 小美玉市 | 小美玉市 |

## 交通

### 鉄道
- 鹿島鉄道
  - 鹿島鉄道線（2007年4月1日に廃止）
    - 玉里駅 - 新高浜駅 - 四箇村駅 - 常陸小川駅

### 道路
- 一般国道
  - 国道355号
- 主要地方道
  - 茨城県道59号玉里水戸線
- 一般県道
  - 茨城県道144号紅葉石岡線
  - 茨城県道194号宍倉玉里線
  - 茨城県道338号常陸小川停車場線

## 出身者
- 丹羽雄哉（代議士）
- 滝平二郎（切り絵作家）